# 博蒙 (上萨瓦省)
博蒙（法語：Beaumont，法語發音：[bomɔ̃] ⓘ）是法国上萨瓦省的一个市镇，位于该省中北部偏西，属于圣于连昂热讷瓦区。

## 地理
博蒙（46°5'41"N, 6°6'5"E）面积9.74 平方千米，位于法国奥弗涅-罗讷-阿尔卑斯大区上萨瓦省，该省份为法国东部省份，历史上为薩伏依的一部分，北与瑞士接壤，西接安省，南至萨瓦省，东与瑞士和意大利接壤。
与博蒙接壤的市镇（或旧市镇、城区）包括：阿尔尚、费热尔、内当、普雷西伊、勒萨佩。

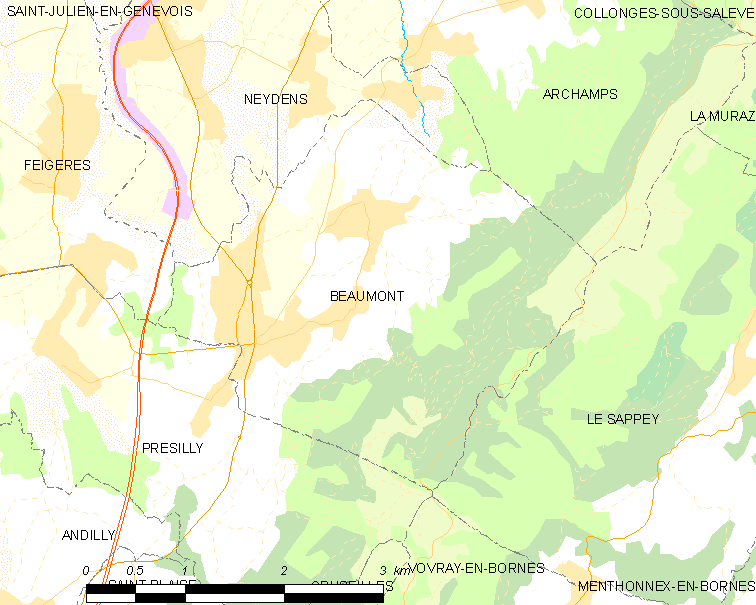
的OSM定位图

博蒙的时区为UTC+01:00、UTC+02:00（夏令时）。

## 行政
博蒙的邮政编码为74160，INSEE市镇编码为74031。

## 政治
博蒙所属的省级选区为圣于连昂热讷瓦县。

## 人口

1962-2008年间人口变化图示

博蒙于2022年1月1日时的人口数量为3081人。

## 交通
上萨瓦省省道D18线、D145线和D1201线经过境内。